# Munna (Pokémon)
Munna is een Pokémon. Munna is een Psychische Pokémon, die uit de spellen Pokémon Black en Pokémon White komt. De Pokémon is roze met paars. Een Munna evolueert in een Musharna wanneer deze blootgesteld wordt aan een maansteen.